# Gastón Ramírez
Gastón Ezequiel Ramírez Pereyra (født 2. december 1990 i Fray Bentos, Uruguay) er en uruguayansk fodboldspiller (offensiv midtbane). Han spiller hos Sampdoria og har desuden spillet mange år på Uruguays landshold.

## Karriere
Ramírez spillede som ungdomsspiller, og de første år af sin seniorkarriere hos den uruguayanske storklub Peñarol. Her var han med til at vinde det urugayanske mesterskab i 2010. Herefter skiftede han til Bologna i Italien, som han var tilknyttet de følgende to år. Efterfølgende kom han i 2012 til England, hvor han har spillet siden, først i Southampton F.C., herefter udlejet til først Hull City A.F.C. og dernæst Middlesbrough F.C., der i sommeren 2016 købte Ramírez.

## Landshold
Ramírez har (pr. april 2018) spillet 41 kampe for Uruguays landshold, som han debuterede for 8. oktober 2010 i en venskabskamp mod Indonesien.
Ramírez var en del af det uruguayanske landshold til både Confederations Cup 2013 og VM 2014 i Brasilien.

## Titler
Primera División Uruguaya
- 2012 med Peñarol